# Bowgreave
Bowgreave – wieś w Anglii, w hrabstwie Lancashire, w dystrykcie Wyre. Leży 58 km na północny zachód od miasta Manchester i 318 km na północny zachód od Londynu.